# Ulrich van Gobbel
Ulrich van Gobbel, född 16 januari 1971, är en nederländsk-surinamesisk fotbollstränare och före detta professionell fotbollsspelare. Han spelade som försvarare för fotbollsklubbarna Willem II, Feyenoord, Galatasaray och Southampton mellan 1988 och 2002. van Gobbel spelade också åtta landslagsmatcher för det nederländska fotbollslandslaget mellan 1993 och 1994.
Efter den aktiva spelarkarriären är han tränare för ungdomslag inom Feyenoord.

## Titlar
Källa: 
| Feyenoord - Eredivisie (2) - KNVB Cup (5) | Galatasaray - Süper Lig (1) - Türkiye Kupası (1) |